# أبو العباس الحجازي
أبو العباس الحجازي، رحالة وتاجر وبحار عربي مسلم، اشتهر بأنه قضى أربعين عامًا في الصين، كان يرسل البضائع من الأسواق الخارجية إلى اليمن حيث هناك عين أبو العباس أبناؤه السبعة في سبعة مراكز تجارية مختلفة في اليمن. وكان قد فقد عشرة سفن في المحيط الهندي، لكنه استعاد ما خسر من ثروته عندما وصلت سفينته الحادية عشرة بأمان من الصين والتي كانت تحمل البورسلين والخشب.